# 12-я отдельная армия ПВО
12-я отдельная армия ПВО (12 ОА ПВО) — оперативное объединение войск противовоздушной обороны СССР и войск ПВО Российской Федерации.

## История организационного строительства
- 30-й отдельный корпус ПВО (с 01.04.1960 г.);
- 12-я отдельная армия ПВО (с 24.03.1960 г.);
- войсковая часть 07124

## Формирование армии
12-я отдельная армия ПВО формировалась два раза:
- первый раз 24 марта 1960 года на базе переформированного 30-го отдельного корпуса ПВО.
- второй раз — в апреле 1986 года после расформирования в апреле 1980 года.

## Расформирование и переформирование армии
- 12-я отдельная армия ПВО была расформирована в апреле 1980 года,
- 12-я отдельная армия ПВО была расформирована к 1 января 1992 года в связи с распадом СССР.

## Боевой состав армии
- управление, штаб, командный пункт (Ташкент, Узбекистан);
- 7-я дивизия ПВО (Алма-Ата, Казахстан);
- 15-я дивизия ПВО (Самарканд, Узбекистан);
- 17-я дивизия ПВО (Мары, Туркменистан).

Без изменений до расформирования в апреле 1980 года.
С 1986 года:
- управление, штаб, командный пункт (Ташкент, Узбекистан);
- 24-й корпус ПВО (Мары, Туркменистан);
- 37-й корпус ПВО (Алма-Ата, Казахстан);
- 15-я дивизия ПВО (Самарканд, Узбекистан).

## Командующие армией
- генерал-лейтенант артиллерии Вотинцев Юрий Всеволодович, 05.1963 — 05.1967
- генерал-полковник авиации Шевелев Павел Фёдорович, 05.1967 — 10.1977
- генерал-лейтенант Рябцев Витольд Романович, 10.1977 — 1982

## Дислокация армии
- штаб армии — Ташкент.